# تندوف
تندوف ( بالأمازيغية : ⵜⵉⵏⴷⵓⴼ ) هي مدينة وبلدية جزائرية وهي مقر دائرة تندوف، تابعة إداريا إلى ولاية بنفس الاسم.
هي إحدى المدن الجزائرية الواقعة في الجزء الشماليّ من القارة الإفريقيّة، وتتبع إدارياً إلى ولاية تندوف في الجزء الجنوبيّ الغربيّ من الجزائر، وتوجد بالقرب من الحدود مع موريتانيا من الجزء الجنوبيّ، والمغرب من الجزء الجنوبيّ الغربيّ، والصحراء الغربية، وولاية بني عباس من الجزء الشمالي، وتبعد مسافةً قدرها 1750 كيلومتراً عن العاصمة الجزائر، وتصل مساحتها الإجمالية إلى 70.009 كيلومتراً مربعاً، ويزيد تعداد سكانها عن خمسين ألف نسمةٍ.

## أصل التسمية
يشير العديد من الباحثين المؤرخين إلى أن تسمية مدينة تيندوف يرجع في الأصل إلى ما ذكره المؤرخ الكبير أبي عبيد الله البكري) (ت. 1094م) «فتسير في هذا الجبل ثلاثة أيّام إلى ماء (يسمى تندفس) آبار يحتفرها المسافرون، فلا تلبث أن تنهار وتندفن». فتندفس وتندفن – أي الآبار- صارت فيما بعد تعرف بتندوف أو تيندوف بزيادة الياء بعد التاء.

## الجغرافيا
تقع في الجنوب الغربي للجزائر وتبعد عن العاصمة بـ 1750 كلم، يحدها شمالا ولاية بشار ومن الجنوب الغربي المغرب. وجنوبا موريتانيا.

## المناخ
مناخها صحراوي حار وجاف صيفا ومعتدل في الشتاء تتراوح درجة الحرارة بين 25 و 30 درجة شتاء وما بين 35 و 45 صيفا،
كما تعرف بليلها البارد طيلة السنة ويحتوي الجو على نسبة 03 % من الرطوبة.

## السكان
بلغ عدد السكان حسب تعداد عام 2008 45,966 نسمة، و 25,266 نسمة في عام 1998. ومعدل نمو سكاني سنوي قدره 6.3٪.

## أهم الأحياء

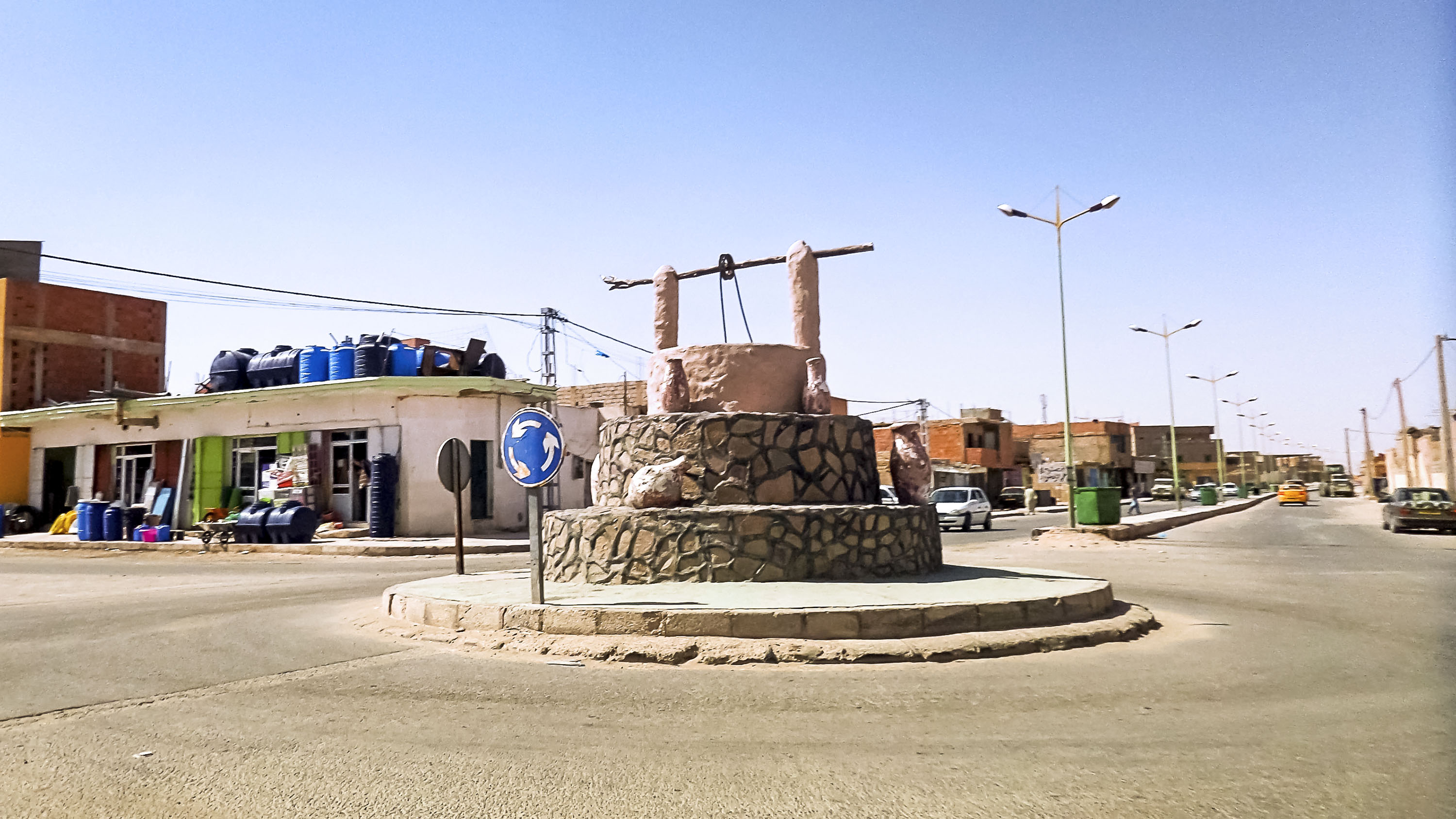
مدينة تندوف

حي الرماضين، حي موساني، حي القصابي، حي النصر، حي تندوف لطفي (تندوف لطفي، حي قندهار، حي الأمير عبد القادر، حي الخنقة، حي سليمان عميرات، حي البدر.

## التاريخ

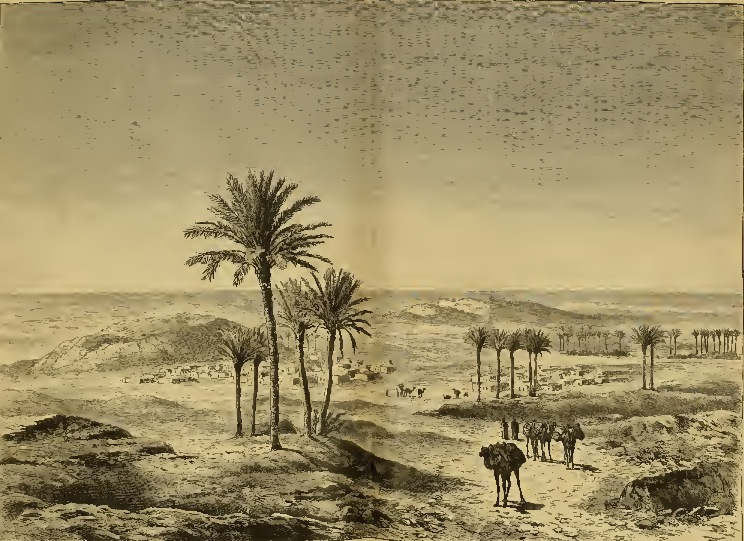
واحة بتندوف سنة 1880.

يرجع ذكر مدينة «تندوف» في كتاب تاريخ الفتاش لمحمود كعت  إلى ما قبل 1593 أي في القرن الخامس عشر، حيث كانت تنعم بخرير المياه وإلى كل ما يدعوا للاستقرار حيث شيدت بها العديد من الأحياء العتيقة وأشهرها (قصبة الرماضين – قصبة أولاد موساني – قصبة القصابي) ولم يتمكن الاستعمار الفرنسي من دخولها إلا في سنة 1934 بعد مقاومة شديدة من طرف سكانها المحليين بأسلحتهم التقليدية، كما تذكر الروايات إلى أن المنطقة قد شهدت عدة غزوات أشهرها الغزو البرتغالي.
يعود تاريخ ولاية تندوف إلى أقدم العصور الإنسانية، بحيث عثر بالمنطقة على آثار الإنسان العاقل (Homo Sapiens)، منازل بدائية وقبور عملاقة، كما تشهد على قدم تاريخها الضارب في عمق بحار من الحضارات النقوش والأدوات الحجرية المنحوتة التي تعود إلى فترة ما قبل التاريخ، عرفت أيضا التواجد البشري وكذا استقراره نظرا لكونها معبرا هاما في مسار القوافل إذ ما تزال البيوت التي شيدتها بغرض الاستراحة قائمة إلى اليوم بمنطقة غارة جبيلات. نشأت تندوف كمدينة حوالي القرن العاشر هجري الموافق للسادس عشر ميلادي، ويعود أصل تسميتها حسب البكري في كتابه مسالك وممالك، إلى كلمة (تيندفوس) نسبة إلى آبار حفرها المسافرون غير أنها سرعان ما تزول وتندثر. في نفس السياق أرجعها المؤرخ «حركات إبراهيم» لكونها مركزا صحراويا حفر بها المسافرون عبر القوافل العديد من الآبار إلى غاية انهيار بعضها أو فيضانها، ويحدد موقعها جنوب حمادة الدرعة حيث تتواجد اليوم سبخة تندوف الكبيرة. وهناك من يرجع أصلها إلى اجتماع كلمتين «تن» بمعنى (الينبوع) أو (العين) و«دوف» التي تعني (غزارة التدفق)، وبهذا يكون المعنى كاملا لتندوف هو (العين الغزيرة التدفق). أصبحت تندوف فيما بعد معبرا أساسيا للقوافل وملتقى لشتى الثقافات والمبادلات التجارية العابرة للجنوب الغربي، آتية أو متوجهة نحو المغرب الأقصى، موريتانية، الصحراء الغربية ومالي، وقد حافظت على هذه المكانة بفضل معرضها التجاري الدولي المعروف تحت تسمية الموقار «Mouggar». عاشت بتندوف كباقي ولايات القطر الجزائري تحت نير الاستعمار الفرنسي الذي بسط سلطته عليها سنة 1934م، غير أن سكانها قاوموه إلى غاية استرجاع الاستقلال الوطني سنة 1962م.

## السياحة
السياحة في «تندوف» تعدّ المدينة مقصداً للكثير من الزوار المحليين؛ وذلك لوجود العديد من الآثار المشيدة من الزمن القديم، مثل: الحجرة الرويانة، ووادي الشق، وفرقش، وأم الطوابع، وتفقومت، وبعض القبور التي تتميز باحتوائها على أعمدة طويلة، وبقايا الأحواض المائية، ومن جانب آخر تحتوي المدينة على ما مساحته 12 ألف مترٍ مربعٍ من المساحات الخضراء، فضلاً عن وجود العديد من الغابات.

### سباق الإبل

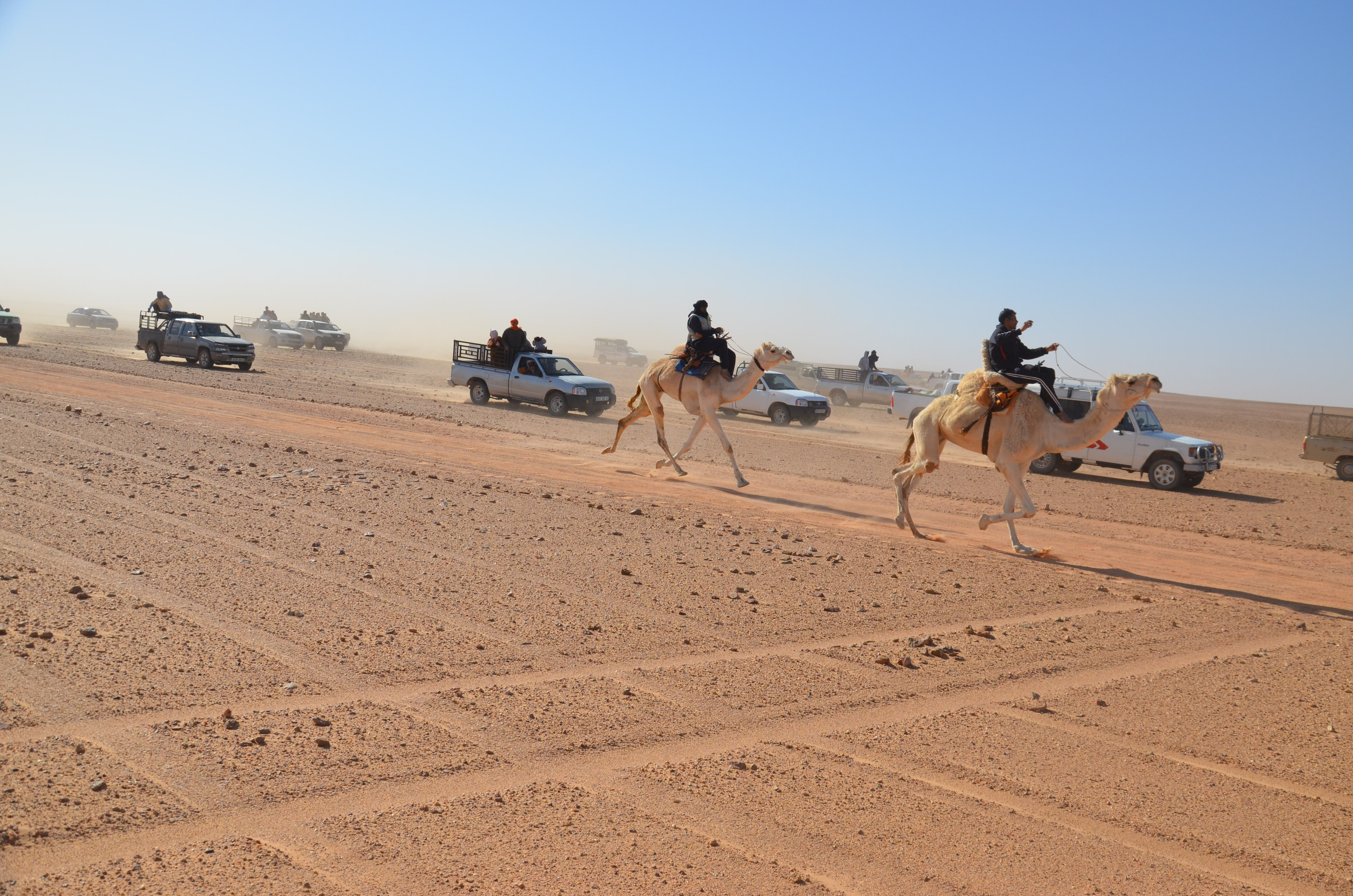
سباق الجمال الجزائر

من أجمل العروض الشعبية التي تشتهر بها تندوف وخاصة في المواسم والاحتفالات المحلية سباق الجِمال، الذي يعرف باسم «اللز» محليا. تجذب الاستعراضات الجماهير بطقوسها، حيث يزين الجمل بالراحلة التي تصنع تقليديا، وتمنح جوائز للمشاركين، تتخلل ذلك عروض فنية مثيرة.

### المطبخ
- «البنافة» وهي خليط من الكبد والقلب والهبرة وذروة الجمل ولحم الفلكة.
- «البلغمان» وهو خليط من القمح المحمص والماء المغلي يضاف له السمن أو اللبن.
- 'تدقيت" وهو لحم مدقق أو مطحون تضاف له ذروة الجمل.
- الكسكسي، الخبز التقليدي، السفة، الحساء.. الخ.
- «لمريس» مشروب يعد من خليط الشعير المحمص والمحضر ويقدم كشراب في فصل الصيف، شراب القرفة والفول السوداني، والنشاء الذي يحضر من القمح أو العدس يطبخ ويضاف له قليل من الدقيق.

## المواقع الأثرية
من أهمها:
- آثار الإنسان العاقل (Homo Sapiens) بمنطقة لكحال التي تشهد على التاريخ العميق لمنطقة تندوف.
- بيوت الإنسان البدائي في شناشن والصناعات الحجرية.
- محطة الرسومات الحجرية لفترة ما قبل التاريخ في قارة السعادة، وأم الطوابع.
- قبور عملاقة.
- تيميلوس (Tumulus) ومستحثات بمنطقة سلوقية.

## المعالم والمباني التاريخية

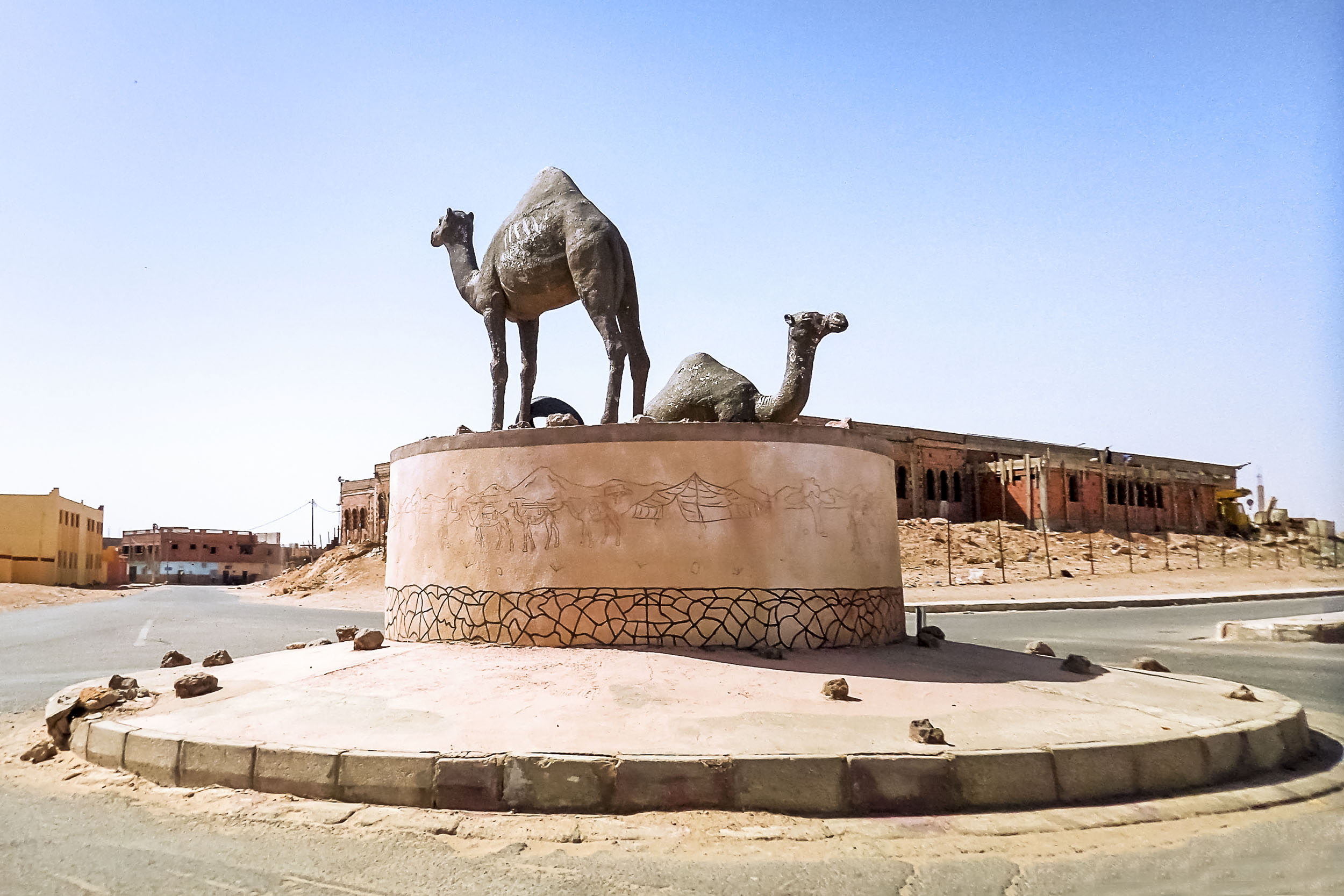
مدينة تندوف

تتصدرها على وجه الخصوص القصور التي تعرف محليا بالقصبات ومن أقدمها:
- قصبة أهل بلعمش التي تحتضن جدرانها العتيقة زاوية بلعمش.
- المسجد العتيق
- ضريح سيدي محمد المختار بلعمش الأب الروحي للزاوية ومؤسسها خلال القرن 13 هجري. * قصبة أهل العبد التي تعرف بالدويرية.

وتضم مجموعة قصور، المسجد، المدرسة القرآنية، وبعض المنازل العتيقة ذات التصميم المتميز، هذا بالإضافة إلى «دار الديماني» و «دار السنهوري». تكتنز هذه المباني العتيقة كما معتبرا من المخطوطات التي تحفظ ذاكرة تندوف قاطبة.

## الصناعة التقليدية
أهم مسلك للتعريف بالتراث اللامادي
تعتبر الصناعة التقليدية بتندوف أهم مسلك للتعريف بالتراث اللامادي الذي تزخر به المنطقة، وحقق فيه الحرفيون المحليون شأنا كبيرا بمهارة وإتقان مما جعل الصناعة الحرفية التندوفية تأخذ مكانة أساسية ضمن الثقافة السياحية لما يكثر عليها من طلب داخل وخارج الولاية من حيث اقتناء التحف الجلدية المزخرفة أو القلائد التقليدية وغيرها من مستلزمات الديكور التقليدي والهدايا، يبقى أن نشير إلى أن السياحة الشبانية تلعب أيضا دورا كبيرا في التعريف بالمناطق السياحية عبر الوطن وتروج للمشهد السياحي المحلي عبر الولايات وهو ما جسدته بيت الشباب بتندوف التي نظمت فيما مضى أسبوعا إعلاميا للسياحة الشبانية شاركت فيه بعض الولايات كالشلف والنعامة وتلمسان وعين الدفلى وبشار بالإضافة إلى الجمعيات المعنية بالموروث التراثي حيث مكن هذا الأسبوع من نشر وعرض المكونات السياحية للولايات المشاركة مما سمح لشباب تندوف من الاطلاع عن قرب على الثراء السياحي الوطني.

## التعليم والتكوين
تتوفر مدينة تندوف على:

مدخل مدينة تندوف.

المركز الجامعي علي كافي (تندوف) هو مؤسسة عمومية ذات طابع علمي ثقافي، يتمتع بالاستقلال المعنوي والمالي ويهدف إلى توفير تكوين علمي ونوعي للطلبة في ميادين مختلفة، تم إنشاؤه بموجب مرسوم تنفيذي رقم 11- 303، مؤرخ في 22 رمضان عام 1432 الموافق 22 أوت سنة 2011 يتضمن إنشاء مركز جامعي تندوف، فتح أبوابه خلال الموسم الجامعي 2012-2013 ليكون بذلك أول مؤسسة جامعية ينطلق بها قطاع التعليم العالي والبحث العلمي في الولاية، وقد بلغ عدد الطلبة في المركز 1224 طالب، كما يضم المركز الجامعي الهياكل الحالية وهي 2000 مقعد بيداغوجي منها ألف مقعد بيداغوجي شطر أول مستغل الألف الأخرى قيد الاستعمال، ويضم الشطر المستغل حاليا مدرجين، أحدهما سعته 300 مقعد، والتاني 200 مقعد، علاوة على 12 قاعة تدريس بسعة إجمالية تقدر بحوالي 500 مقعد، إلى جانب 10 مخابر ومكتبة قدرة استيعابها تناهز 1000 مقعد، واقامة جامعية تتسع ل: 500 سرير و 20 سكن وظيفي لفائدة الأساتذة الجامعيين
- 4 ثانويات.
- 13 مدرسة أساسية «الطور الثالث».
- 19 مدرسة «الطور الأول والثاني».
- مركز ديني وثقافي.
- مركز للتكوين المهني والتمهين.

## الصحة
مستشفى وعدد من العيادات.

## الرياضة
- مركز إعلام وتنشيط الشباب.
- 2 دور شباب.
- 5 مساحات لكرة القدم.
- 2 مركبات رياضية جوارية.
- بيت الشباب.
- مركب شبه أولمبي مغطى ويتسع ل 5400 مقعد وحوضين للسباحة.
- قاعة متعددة الرياضات.
- 10 ساحات لعب.

يوجد في المدينة نوادي لكرة القدم
- النادي الرياضي للهواة الامير عبد القادر
- اتحاد تندوف

## الاقتصاد
المساحات الفلاحية النافعة (المسقية والمستعملة) 431 هكتار (حسب إحصائيات 2004).
تعتمد المدينة في اقتصادها على العديد من المقوّمات، وأهمها: قطاع الزراعة؛ لوجود العديد من المساحات الجغرافيّة الصالحة للزراعة، حيث يزرع الأهالي فيها البقوليات بمختلف أنواعها، ويعتمدون على الزيتون، وكروم العنب، كما أنّها تعتمد على الثروة الحيوانية كتربية الأبقار، والماعز، والخراف، والإبل، والغزلان.

## الثروات الحيوانية
تتمثل في الغزلان، الابل، البقر، الماعز، الضبي، الضبع. وقد انقرضت بعض الحيوانات البرية. خاصة بعد التطور العمراني الكبير الذي شهدته المدينة.

## الغابات
- مساحات خضراء: 000 12 الف م2.
- حزام أخضر (أشجار غابية) 28.5 هكتار.
- حزام أخضر أشجار مثمرة.
- الزيتون 80 هكتار.
- غابات النخيل: تقدر بـ 396.5 هكتار منها 6.5 هكتار ببلدية أم العسل.
- 250.000 شتلة.

## الآثار
- الحجرة الرويانة (رسوم صخرية)
- وادي الشق
- فرقش
- أم الطوابع
- تفقومت

حي النهضة بمدينة تندوف.

- القبور ذات أعمدة الطويلة الشواهد الجنائزية السلوقية (كرب الناقة).
- بقايا الاحواض المائية

## النقل
المحطة البرية لنقل المسافرين من الصنف ”ب” وستستغل هذه المحطة من قبل حوالي 26 حافلة للنقل البري ب1366 مقعدا منحت لها الرخصة بولاية تندوف نحو مختلف الولايات ومنها ولايات شمال الوطن مثل الجزائر العاصمة ووهران وقسنطينة مرورا بعدد من الولايات. وخصص عدد من الحافلات نحو الولايات الجنوبية ومنها أدرار وبشار ثم النعامة والبيض والجلفة.

## أعلام
- إذاعة تيندوف
- إذاعة تندوف بث حي

## المدن التوأمة
تندوف توأمة مع:
- بلد الوليد (إسبانيا)
- خيخون (إسبانيا)
- لوقاناس (إسبانيا)

## وصلات خارجية
لم يتم العثور على روابط لمواقع التواصل الاجتماعي.

- الموقع الرسمي لولاية تندوف
- الموقع السياحي الرسمي لولاية تندوف
- المركز الجامعي تندوف
- إذاعة تندوف بث حي
- غرفة التجارة لولاية تندوف
- خريطة لشبكة الطرقات لولاية تندوف